# GLORIOUS ROAD
『GLORIOUS ROAD』（グロリアス・ロード）は、BOWWOWの5枚目のオリジナル・アルバム。

## 概要
前作で示した歌謡ロック路線を、さらに押し進めた作風となっている。
斉藤光浩がメインボーカルを担当している。
2011年1月12日には、初CD化企画により紙ジャケット仕様で再発売した。

## 収録曲
（全作曲（特記以外）：山本恭司）
1. We're No.1
  - 作詞：有川正沙子
2. Summer Time Baby
  - 作詞：有川正沙子
3. Sad Girl
  - 作詞：有川正沙子
4. 夜になっても遊び続けろ
  - 作詞：小泉長一郎
5. 欲しいのはおまえだけ
  - 作詞：有川正沙子 / 作曲：斉藤光浩
6. Search Light
  - 作詞：中里綴
7. 忘れかけてたラブソング
  - 作詞：有川正沙子 / 作曲：新美俊宏
8. 愛の鎖
  - 作詞：有川正沙子 / 作曲：新美俊宏
9. Sky Diver
  - 作詞：小泉長一郎
10. 負け犬になるのなら
  - 作詞：小泉長一郎
11. Glorious Road
  - インストゥルメンタル曲。
12. ラブ・ミー・テンダーを歌ってよ
  - 作詞：門谷憲二